# Anisotome capillifolia
Anisotome capillifolia är en flockblommig växtart som beskrevs av Leonard C. Cockayne. Anisotome capillifolia ingår i släktet Anisotome och familjen flockblommiga växter. Inga underarter finns listade i Catalogue of Life.